# Das Mädel aus der Unterwelt
Das Mädel aus der Unterwelt ist ein US-amerikanischer Kriminalfilm aus dem Jahr 1934 von Roy Del Ruth mit Warren William, Mary Astor und Ginger Rogers in den Hauptrollen. Der Film, einer der letzten vor der Einführung des Hays Codes veröffentlichten Pre-Code-Filme, wurde von Warner Bros. produziert und basiert auf einer Originalstory von Ben Hecht.

## Handlung
Der reiche Eisenbahnmagnat Alexander Stream hat wenig Zeit für sich selbst, da er sich hingebungsvoll um seine Frau Hettie und seinem Sohn Tommy kümmert. Hettie jedoch gibt ihren Freunden aus der Gesellschaft den Vorzug, eine Gruppe, die Alexander nicht ausstehen kann. Als Alexander das Showgirl Lilly Linda vor dem Ertrinken rettet, findet er ihre fröhliche Art so anziehend, dass er sich lange genug entspannt, um das Essen zu essen, das sie für ihn kocht.
Eines Tages, als Hettie ihren Hochzeitstag vergisst und andere Pläne macht, bittet Alexander Lilly spontan, mit ihm zu Abend zu essen. Von da an verbringt er viel Zeit mit Lilly. Lillys Freund, Lou Colima, versucht, sie zu überreden, Alexander zu erpressen, doch sie lehnt ab, weil sie ihn wirklich mag. Lou stiehlt Alexanders Briefe an sie und will Alexander damit erpressen, der glaubt, dass Lilly von Anfang an in das Komplott verwickelt war. Er versucht, Lou die Briefe wieder abzunehmen, der auf ihn schießt und Lilly trifft, die sich vor Alexander geworfen hat. Alexander erschießt Lou aus Selbstverteidigung und versucht dann, es wie einen Mord-Selbstmord aussehen zu lassen. Alexander glaubt, er sei ungeschoren davongekommen, aber der Polizist Moran hat sein Auto vor der Wohnung geparkt gesehen und ist überzeugt, dass er der eigentliche Mörder ist. Niemand glaubt Moran, bis er beweisen kann, dass Alexanders Fingerabdrücke auf der Waffe sind. Alexander wird vor Gericht gestellt und freigesprochen. Er versöhnt sich mit Hettie und segelt mit seiner Familie nach London.

## Hintergrund
Gedreht wurde der Film bis zum 13. Januar 1934 in den Warner-Studios in Burbank.
Anton Grot oblag die künstlerische Leitung. Orry-Kelly war für das Kostümbild zuständig. Robert Lord arbeitete als Produktionsleiter, Leo F. Forbstein dirigierte das Orchester.
Der Song Who Is Afraid of the Big Bad Wolf stammte von Frank Churchill, der Song Shake Your Powder Puff von Sammy Fain und Irving Kahal.
Uraufgeführt wurde der Film am 28. April 1934.

## Kritiken
Der Filmkritiken-Aggregator Rotten Tomatoes hat in einer Auswertung ein Publikumsergebnis von 30 Prozent positiver Bewertungen ermittelt.
Der Kritiker der The New York Times bescheinigte Regisseur Del Ruth, das Drehbuch lebendig und fesselnd umgesetzt zu haben.
Die Variety bezeichnete Darstellung, Regie und Drehbuch als gut gemacht.